# Shelby (New York)
Pour les articles homonymes, voir Shelby.
Shelby est une ville du comté d'Orleans, dans l'État de New York, aux États-Unis,. En 2010, elle comptait une population de 5 319 habitants.

## Démographie
Lors du recensement de 2010, la ville comptait une population de 5 319 habitants, tandis qu'en 2016, elle est estimée à 5 124 habitants.